# ویال
ویال (به انگلیسی: vial) به ظروف شیشه‌ای کوچک گفته می‌شود که برای نگاه‌داری داروها به‌صورت مایع یا پودر استفاده می‌شود.

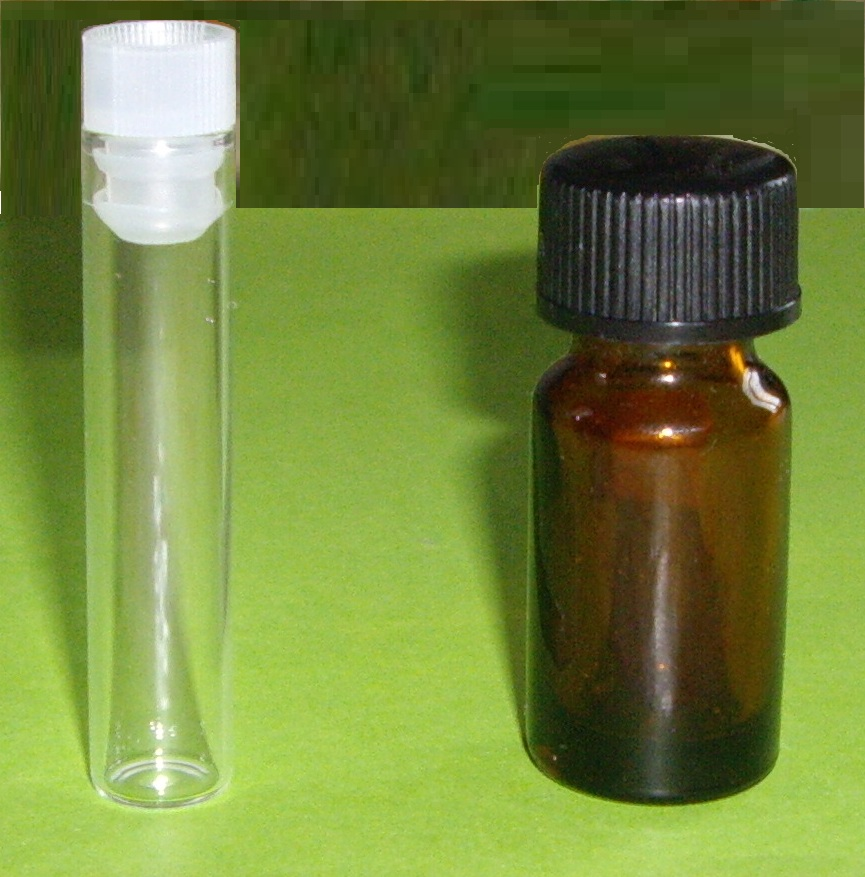
نمونه‌هایی از ویال‌های پلاستیکی مدرن.

ویال معمولاً به شیوه عضلانی به بیمار تزریق می‌شود.